# Sachsen (Schiff, 1916)
Die Sachsen war das dritte Schiff der Bayern-Klasse, der letzten Klasse von Großlinienschiffen der Kaiserlichen Marine. Ebenso wie ihr Schwesterschiff Württemberg wurde die Sachsen nicht fertiggestellt.

## Bau
Für das dritte Schiff der Bayern-Klasse erhielt die Kieler Germaniawerft im November 1913 den Bauauftrag. Die Gesamtkosten für das Schiff waren mit rund 49 Mio. Mark veranschlagt. Am 7. April 1914 streckte die Werft für den unter dem Haushaltsnamen „Ersatz Kaiser Friedrich III.“ geführten Neubau den Kiel. Im Vergleich zu den ersten beiden Schiffen wurde die „Ersatz Kaiser Friedrich III.“ etwas vergrößert. Das Schiff war 2,4 m länger und 300 t schwerer. Der größte Unterschied bestand in der Antriebsanlage. Anstelle des mittleren Turbinensatzes wurde ein 12.000-PS-Zweitakt-Dieselmotor mit sechs Zylindern von der Germaniawerft für die Marschfahrt vorgesehen. Entsprechend wurde auch die Zahl der Dampfkessel auf sechs kohle- und drei ölgefeuerte Kessel reduziert. Der Motor stand beim Bau des Schiffes noch auf dem Prüfstand und wurde seitens des Reichsmarineamtes als Bauaufsicht von Wilhelm Laudahn technisch betreut.
Durch den kriegsbedingten Mangel an Material und Werftarbeitern kam der Bau nur schleppend voran. Der Stapellauf des Neubaus erfolgte am 21. November 1916, wobei er auf den Namen des Königreichs Sachsen getauft wurde. Auf die sonst üblichen Feierlichkeiten wurde jedoch verzichtet. Mit dem Ende des Ersten Weltkrieges mussten auch die Arbeiten an der Sachsen neun Monate vor ihrer Fertigstellung eingestellt werden.

## Verbleib
Durch die Bestimmungen des Versailler Vertrages war es dem Deutschen Reich untersagt, Kriegsschiffe mit einer Konstruktionsverdrängung von mehr als 10.000 t zu bauen. Da die Sachsen dieses Maß weit überschritt, war eine Fertigstellung ausgeschlossen. Am 3. November 1919 wurde das unfertige Schiff daher aus der Liste der Kriegsschiffe gestrichen. Nach dem Verkauf 1920 wurde es 1921 an der Arsenalmole in Kiel abgewrackt.